# Mer de Noms
Mer de Noms ist das Debütalbum der Progressive-Rock-Band A Perfect Circle. Auf Deutsch bedeutet der aus dem Französischen kommende Titel Meer der Namen. Das Album ist in Deutschland am 19. Mai 2000 erschienen.

## Wissenswertes
Die Musik auf Mer de Noms wurde mit einer Mischung aus Devin Townsend, Filter und Tool verglichen. Die meist eher melancholischen und atmosphärischen, nur teilweise härteren und metalähnlichen Stücke stammen von Billy Howerdel (Nine Inch Nails). Hinzu treten die Streicherarrangements der Bassistin Paz Lenchantin. Howerdel nannte als persönliche musikalische Einflüsse die Musik von Lloyd Cole and The Commotions oder The Smiths.
Zum französischen Namen des Albums sagte Howerdel, der Klang der Sprache erinnere ihn daran, wie auf dem Album die Songs ineinander übergehen. Außerdem sei es eine feminine Sprache und die Musik habe auch eine „weibliche Qualität“. Als Singles erschienen die Songs Judith, 3 Libras und The Hollow. Für Judith drehte David Fincher ein Musikvideo. Für das Album wurde unter anderem im Vorprogramm der Nine Inch Nails getourt.

## Rezeption
Die Zeitschrift Visions setzte Mer de Noms in ihrer Liste der „150 Alben für die Ewigkeit“ 2005 auf Platz 71. Michael Rensen vom Rock Hard verglich das Album mit einem nächtlichen „Strandspaziergang am Rande einer pulsierenden Cyberspace-Metropole“ und hob den „düster-charismatischen“ Gesang von Maynard James Keenan sowie das „Songwriting-Niveau“ insgesamt hervor. Die Bewertung lag bei 8,5 von zehn Punkten. Ned Raggett von Allmusic stellte die spezifischen Fähigkeiten der beteiligten Akteure in den Mittelpunkt seiner Rezension, besonders aber die Kombination aus Keenans Stimme und Howerdels Songwriting und Produktionstätigkeit. So sei eines der besten „Modern-Rock“-Alben des Jahres 2000 entstanden. Hier wurden vier von fünf Sternen und die Auszeichnung „AMG Album Pick“ vergeben.

## Titelliste
1. The Hollow – 2:58
2. Magdalena – 4:06
3. Rose – 3:25
4. Judith – 4:07
5. Orestes – 4:48
6. 3 Libras – 3:39
7. Sleeping Beauty – 4:10
8. Thomas – 3:29
9. Renholdër – 2:24
10. Thinking of You – 4:34
11. Breña – 4:24
12. Over – 2:21

Die Texte stammen von Maynard James Keenan.